# Dehenna Davison
Dehenna Sheridan Davison (Sheffield, 27 de juliol de 1993) és una política i antiga locutora del Partit Conservador Britànic. És membre del Parlament (MP) per Bishop Auckland des de les eleccions generals del 2019. Va exercir com a subsecretària d'estat parlamentària entre setembre de 2022 i setembre de 2023.
Filla d'un picapedrer i d'una infermera de guarderia a Sheffield, Davison va créixer en una finca del consell i va assistir a la Sheffield High School amb una beca. Va estudiar política i estudis legislatius britànics a la Universitat de Hull, on va ser delegada de la NUS, i va dirigir amb èxit una campanya per desafiar el sindicat d'estudiants de la universitat el 2016.
Davison va ser elegida diputat a les eleccions generals del 2019. Va ser la candidata conservadora de Kingston upon Hull North i Sedgefield a les eleccions generals de 2015 i 2017, respectivament. Davison és el primer conservador que representa la circumscripció electoral des de la seva creació el 1885. El seient havia estat ocupat anteriorment per Labor durant 84 anys. Després de la seva elecció, va ser considerada una "estrella en ascens" al partit i un exemple de conservador que representava una circumscripció del mur vermell. Tanmateix, el 2022 va anunciar que no es presentaria a les següents eleccions generals. Va donar suport a Liz Truss en la seva exitosa campanya per convertir-se en primera ministra el setembre de 2022 i, posteriorment, es va convertir en subsecretària d'estat parlamentària per a la pujada de nivell. Davison és una liberal clàssica i va donar suport al Brexit.
El novembre de 2023, Davison va ser nomenada a la llista de les 100 dones de la BBC.